# 오키나와 반환
오키나와 반환(일본어: 沖縄返還)은 1972년 5월 15일 오키나와현(류큐 제도와 다이토 제도)의 시정권이 미국으로부터 일본에 돌아간 일이다. 오키나와 본토 복귀라고도 한다.

## 배경
제2차 세계 대전 이후 일본과 연합국 사이에서 맺어진 샌프란시스코 강화 조약의 내용에 따라 오키나와현은 미국의 시정권하에 놓이게 되었다. 해당 조약은 1952년 4월 28일에 발효했다. 미국은 오키나와에 행정주석이 이끄는 류큐 정부를 설치했다. 민선 의원들로 구성된 입법기관인 입법원을 함께 두어 어느 정도의 자치를 보장했지만 최종적인 의사 결정권은 미국 정부가 쥐고 있었다.
미국의 시정권하에 놓인 오키나와의 지위는 굉장히 애매했다. 미국은 류큐 제도(난세이 제도)가 일본의 영토이고 류큐 주민들이 일본의 국적을 가지고 있다는 사실을 부정하지 않았다. 하지만 류큐 제도의 입출입을 엄격히 관리했으며 일본인들이 류큐 제도를 출입할 때에는 여권이 반드시 필요했다.
사실상 미국에 점령된 오키나와에서는 이후 일본으로의 복귀를 주장하는 의견, 유엔의 신탁통치령이 돼야 한다는 의견, 일본 및 미국으로부터의 완전한 독립을 달성해야 한다는 의견 등이 다양한 주장이 터져나왔다.

### 국제 정세
1950년 조선민주주의인민공화국이 대한민국을 무력 침공해 6.25 전쟁이 발생하고 1960년 12월에는 남베트남 민족해방전선이 베트남 공화국을 공격하여 베트남 전쟁이 발발하는 등 동서 냉전이 과열하기 시작했다. 이런 상황 속에서 소련을 위시로 한 공산주의의 확장책을 억제할 필요를 느낀 미국은 베트남 전쟁을 위한 폭격기의 거점 및 후방 지원 기지로서의 오키나와의 중요성을 깨닫게 되었다.
6.25 전쟁이 한창일 때 발효한 강화조약에 따라 오키나와가 일본 본토에서 분리되자 1953년 1월 오키나와 교직원회나 오키나와현 청년단협의회 등 23개 단체가 참여해 오키나와 제도 조국복귀기성회를 결성했다. 하지만 냉전에 대처하기 위해 미국은 오키나와에 군사 기지 설치가 반드시 필요하다고 여겼고 결국 미국의 압력에 굴복해서 조국복귀기성회는 자연 해산해야 했다.

### 복귀 운동
한 차례 실패로 끝난 복귀 운동은 잠시 침체기를 맞이했지만 1950년대 후반 군용지 문제 등이 원인이 되어 섬 전체 투쟁이 발생하면서 다시 활발해졌다. 1960년 4월에는 오키나와현 조국복귀협력회가 결성되었다. 결국 미군은 통치 정책의 궤도를 수정하고 본토와의 격차를 시정하기 위한 노력을 하기 시작했다.
일본 본토에서도 오키나와 복귀에 관심을 가지기 시작했다. 여당이던 자유민주당은 자치의 확대, 도항 제한 철폐, 일본 정부의 원조 확대 등을 추진해 사실상 본토와 오키나와의 일체화를 꾀하고자 했다. 하지만 야당들은 자민당의 정책이 오키나와의 현 상태를 긍정하는 것이라 비판하며 일본의 국기를 게양하고 행정주석 직선제를 도입하며 류큐 주민들의 국정 참여를 확대하라고 요구했다.
제3차 사토 내각은 1970년에 예정된 「일본과 미국 간의 상호 협력 및 안전 보장 조약」 연장과 함께 오키나와의 본토 복귀를 긴급 외교 문제로 상정했다. 70년 안보 연장 반대를 외치던 일본사회당과 일본공산당은 오키나와의 본토 복귀를 호소하면서도 안보 조약과 오키나와 반환을 함께 다루는 것에 반발했다. 일부 신좌파, 학생 운동, 노동조합은 반(反)안보 조약·반(反)반환 운동을 전개했다.
1970년 12월 20일 오키나와섬에 위치한 고자시(지금의 오키나와시)에서 미군 병사가 2차례나 교통 사고를 일으키자 이른바 고자 폭동이 일어났다. 평소 미군과 오키나와현민을 부당하게 차별하고 있던 응어리가 폭발한 것이었다. 주민들은 "이 이상 오키나와현을 미국 군정하에 두는 것은 적당하지 않다"라고 주장하기 시작했다.

## 반환

### 미일 협정

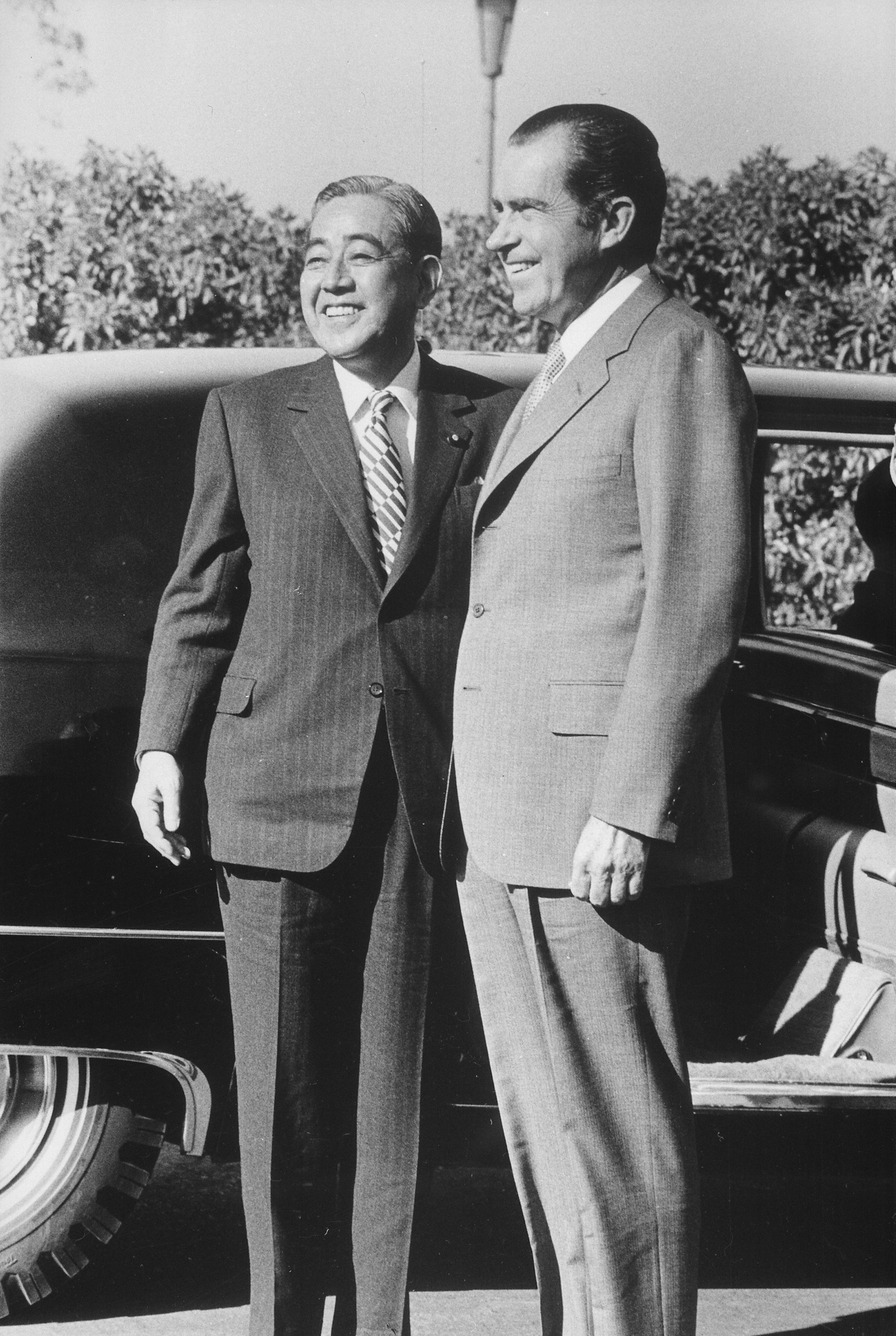
일본 총리대신 사토 에이사쿠(왼쪽)와 미국 대통령 리처드 닉슨(오른쪽).

1969년에 일본의 내각총리대신 사토 에이사쿠와 미국의 대통령 리처드 닉슨이 만나 정상회담을 열었다. 닉슨은 일본이 섬유 제품 수출을 자율 규제해줄 것을 요구하면서 그 대가로 오키나와를 일본에 반환하겠다고 제안했다. 하지만 오키나와 행정주석 야라 쵸뵤와 오키나와현민들의 기대와 달리 미국은 오키나와의 군사 기지를 유지하기로 했다. 1971년 「오키나와 반환 협정」에 조인하면서 1972년 5월 15일 일본 복귀가 결정됐다.
문제가 된 것은 오키나와에 배치된 미군의 핵무기였다. 당초 일본은 냉전이라는 상황속에서 미국의 요구와 입장을 존중해야 한다며 소극적인 자세를 보였다. 하지만 야당은 물론 자민당 내에서도 비판의 목소리가 일자 사토는 1967년 비핵 3원칙을 발표했다. 미국도 유연한 태도를 보이기 시작하면서 1969년 정상회담에서 핵무기를 제거한다는 합의에 도달할 수 있었다. 하지만 훗날 유사시 미군의 요청이 있을 때 오키나와에 핵무기를 반입하는 것에 일본이 동의한다는 비밀협정이 있었음이 폭로되었다. 
일본 정부는 「오키나와 반환 협정」 제7조에 따라 특별지출금 3억 2,000만 달러를 미국 정부에 지불했다. 여기에는 류큐수도공사·류큐전력공사·류큐개발금융공사와 나하 공항 시설·류큐 정부청사 등 미군이 설치한 기관을 인수하는 비용 1억 7,500만 달러가 포함되어 있었다. 그런데 언론인 니시야마 다키치는 실제 지불한 금액이 5억 달러가 넘는다고 훗날 주장했다.
반환 당일에는 일미합동위원회가 개최돼 오키나와 반환 후에도 유지될 오키나와 미군 기지의 사용 목적·조건 등을 규정한 5·15 메모가 작성되었다.

### 주변국의 의심
오키나와의 지정학적 유용성 때문에 대한민국이 일본에, 중화민국이 미국에 오키나와가 일본에 반환되는 것이 동아시아의 안전 보장에 미칠 영향이 우려된다는 뜻을 표명했다. 당시 주한 일본 대사 가나야마 마사히데는 대한민국의 대통령 박정희에게 "오키나와 기지는 핵무기를 포함한 지금의 상태 그대로 자유 발진의 태세를 유지하는 것이 반드시 필요하다"라고 강조했다. 중화민국도 주일 미국 수석공사 리처드 스나이더가 중화민국을 방문했을 때 "미국은 대외적으로 부담하는 의무를 어떻게 지고자 하는가"라며 압박했다.

## 복귀
일본 정부 주최로 열린 오키나와 복귀 기념식이 도쿄도의 일본무도관과 오키나와현의 나하시민회관에서 동시에 열렸다. 시일은 1972년 5월 15일 오전 10시 30분이었다.
도쿄에서는 쇼와 천황과 고준 황후, 사토를 필두로 한 제3차 사토 내각 (개조)의 각료들, 국회의원, 오키나와현 관계자, 각계 대표, 청소년 등이 참석했다. 미국 정부를 대표하여 미국의 부통령 스피로 애그뉴가, 오키나와현을 대표해 부지사 미야자토 마쓰쇼가 참석했다.
나하에서는 행정주석에서 오키나와현지사로 당선된 야라 쵸뵤가 참석했고 정부를 대표해 총리부 총무장관 야마나카 사다노리가, 중의원을 대표해 오키나와 및 북방문제에 관한 특별위원장 도코나미 도쿠지가, 참의원을 대표해 오키나와 및 북방문제에 관한 특별위원장 하세가와 진이, 최고재판소를 대표해 사무총장 요시다 유타카가, 전국지방공공단체를 대표해 사가현지사 이케다 스나오가 참석했다.

## 반환 후

### 본토와의 일체화
1971년에 공포된 「오키나와의 복귀에 따른 특별 조치에 관한 법률」에 근거해 1972년 6월 25일 제1차 오키나와현의회 의원 선거가 시행됐다. 또한 다른 도도부현처럼 오키나와현청과 오키나와현경찰을 뒀으며 자위대도 주둔하기 시작했다. 다만 자위대는 옛 일본군의 후신으로 여겨져 대원들이 주민들로부터 박해를 받거나 주민표를 교부받지 못하거나 자녀들이 학교 입학을 거절당하는 등 인권 침해가 발생해 사회 문제로 불거졌다. 지금도 오키나와현에서는 현내 언론이 자위대를 멋대로 취급하는 등 차별적 감정이 남아 있다.
6년간의 730 캠페인 끝에 1978년 7월 30일 차량 통행이 미국식 우측 통행에서 일본식 좌측 통행으로 변경됐다. 또한 본토와 동일한 「도로교통법」이 적용되기 시작했다.

### 과제
반환 이후에도 오키나와현은 해결되지 않은 문제들을 안고 있다. 특히 주일 미군 전용 시설 면적의 70%가 오키나와현에 집중되어 있으며 오키나와섬의 14.5%가 미군 기지로 사용되고 있는 문제점이 있다. 또한 미군 병사들이 일으키는 각종 사건들은 「미일 지위 협정」 때문에 유야무야 처리되고 있어 현민들의 분노를 자아내고 있다. 특히 1995년 오키나와 강간사건은 대규모 저항 운동을 불러일으켰다. 하토야마 유키오는 기노완시의 시가지에 위치한 후텐마 기지를 현외로 이전하겠다는 공약을 내걸고 2009년 당선됐지만 내각 출범 이후에는 계속 말을 번복했고 결국 다음 해에 총리직에서 물러나야 했다.
경제 역시 본토 수준으로 격상하겠다고 정치인들이 수차례 약속했지만 실현되지 못했다. 경제 진흥 정책은 공공사업을 중심으로 한 건설업 투자에만 치중되었고 도로 정비와 같은 전시행정만 난무하는 데 그쳤다. 최저 임금은 47개 도도부현 중에서 이와테현 다음으로 낮은 수준이며 2014년 기준 최저임금의 1.15배 미만을 받는 노동자의 비율은 도도부현 중 최다를 기록했다. 2022년 실업률은 도도부현 중에서 가장 높은 3.2%로 전국 평균인 2.6%의 1.23배에 달했다. 본토에서의 이주가 늘긴 했지만 1인당 현민소득은 전국 최저로 2020년 기준 전국 평균 312만 3천 엔의 70%에도 못 미치는 216만 7천 엔을 기록했다.
류큐 독립운동도 꾸준히 이어지고 있다. 다만 현민들 사이에서 광범위한 지지를 받고 있지는 않다. 2006년 오키나와현지사 선거 때 류큐독립당 후보는 6,000표를 얻는 데 그쳤다. 2007년 류큐 대학 부교수 린취안중이 실시한 여론조사에 의하면 독립해야 한다고 주장한 사람은 20.6%로 2년 전인 24.9%에 비해 줄어든 수치다.
복귀 50주년을 맞이해 2022년 실시된 여론조사에서는 본토 복귀를 긍정적으로 생각하는 비중은 하나같이 80%를 넘었다. 또한 『오키나와 타임스』와 『아사히 신문』 등이 2017년에 실시한 본토 복귀에 대한 여론조사 때는 18세~29세는 90% 이상이, 30대는 86%가, 40대~50대는 84%가, 60대는 72%가, 70세 이상은 74%가 긍정적으로 답변했다.
| 설문 답변            | 마이니치 신문・ 류큐 신보 합동 | 아사히 신문・ 오키나와 타임스・ 류큐 아사히 방송 합동 | 일본방송협회            | 요미우리 신문 |
| -------------------- | ------------------------------ | ----------------------------------------------------- | ----------------------- | ------------- |
| 긍정적               | 65                             | -                                                     | 39                      | 56            |
| 굳이 말하자면 긍정적 | 27                             | -                                                     | 45                      | 34            |
| 합계                 | 92                             | 85                                                    | 84                      | 90            |
| 조사 기간            | 2022년 5월 7일                 | 2022년 3~4월                                          | 2022년 2월 2일~3월 25일 | 2022년 3~4월  |

다만 일본방송협회가 꾸준히 실시한 여론조사를 보면 1970년에는 85%가 본토 복귀를 환영했지만 닉슨 충격, 물가 상승으로 인한 생활고, 미군 기지의 잔류 등의 영향으로 복귀 전에 실시한 여론조사에서는 51%로 환영 여론이 급감했고 1973년에는 이 수치가 38%로까지 떨어졌다. 이후 기반 시설이 정비되고 관광 수입이 증대하면서 생활이 안정되자 1982년에는 환영 여론이 63%가 되었고 이후 2017년을 제외하곤 꾸준히 75%가 넘는 환영 여론을 유지하고 있다.

## 같이 보기
- 류큐 열도의 역사
- 제2차 세계 대전 후 미국 통치 지역의 일본 반환
- 류큐 열도 미국민정부
- 니시야마 사건
- 비핵 3원칙
- 미국-일본 섬유 교섭
- 730
- 류큐 독립운동
- 운명의 인간